# Ligue d'Europe de l'Est de hockey sur glace
Le Ligue d'Europe de l'Est de hockey sur glace (VEHL) est une compétition de hockey sur glace opposant des clubs biélorusses, ukrainiens, polonais, lettons, lituanien et russes. Cette épreuve a été organisée de 1996 à 2004.

## Participants
| - Keramin Minsk - Iounost Minsk - Nioman Hrodna - Metallourg Jlobine - Khimvolokno Mahiliow - Polimir Navapolatsk - HK Homiel - Tivali Minsk - HK Vitebsk - Sokil Kiev - Berkout Kiev - HK Kiev - HK Ldinka Kiev - SC Energija | - HK Riga 2000 - Juniors Riga - HK Riga - Liepājas Metalurgs - ASK/Ogre - ASK Zemgale Jelgava - Stalkers Daugavpils - HK Prizma Riga - Olimpia Sosnowiec - Stoczniowiec Gdańsk II - Kapitan Stupino - Titan Klin - HK MGU Moscou |

## Palmarès
- 2004 : Keramin Minsk
- 2003 : Keramin Minsk
- 2002 : Liepājas Metalurgs
- 2001 : HK Berkout Kiev
- 2000 : HK Berkout Kiev
- 1999 : HK Sokol Kiev
- 1998 : HK Sokol Kiev
- 1997 : Juniors Riga
- 1996 : HK Nioman Hrodna